# Arno (Marshall)
Arno è una municipalità delle Isole Marshall con 2 069 abitanti.
La municipalità è costituita dall'omonimo atollo, costituito da 83 isolette, nella Catena delle Ratak, nell'Oceano Pacifico, a circa 20 km dall'atollo di Majuro la terra emersa più vicina.
A differenza della maggior parte degli atolli delle Marshall, questo contiene tre lagune, una principale e due secondarie, a nord e ad est. La più ampia è di 339 km². Le terre emerse, sono quasi a pelo d'acqua alzandosi di pochissimi metri sul livello del mare, nei punti più alti. L'atollo è circondato da reef.

## Nome
La municipalità è stata chiamata in passato anche con i seguenti nomi:
- Arnho,
- Daniel I.,
- Daniel- and Pedders Islands (Gilbert 1788),
- High (isoletta),
- Pedders I.,
- Peddlar.

## Popolazione
Le isole più popolose sono Ajeltokrok, Kobjeltak, Rearlaplap, Langor e Tutu. Il villaggio più grande è Ine, su Arno.
La popolazione dell'atollo è molto conosciuta per l'abilità nella lavorazione della copra. Le donne di Arno sono famose per la loro bravura nella produzione delle Kili Bag, una famosa borsa, tradizionale, che prende il nome da un altro atollo delle Marshall, Kili.
| Popolazione |       |       |       |       |       |       |
| Anno        | 1958  | 1967  | 1973  | 1980  | 1988  | 1999  |
| Abitanti    | 1.037 | 1.273 | 1.120 | 1.487 | 1.656 | 2.069 |